# 東和鋼鐵
東和鋼鐵企業股份有限公司（簡稱東和鋼鐵或東鋼），是一家台灣的鋼鐵冶煉企業。該企業成立於1962年，其現今總部大樓位於臺北市中山區長安東路。該企業現以電爐煉鋼及軋鋼一貫為主要事業，產品則以鋼筋、型鋼為主。該企業於桃園、苗栗、高雄等地設有工廠，並在臺中設有物流中心。
1995年，東和鋼鐵與JFE控股鋼鐵株式會社、住友商事株式會社、伊藤忠丸紅鉄鋼株式会社、Metal One Corporation、JFE商事株式會社共同投資於福建興建中日達金屬有限公司，並使用JFE鋼鐵所提供的原板生產電鍍錫鋼板(即俗稱的馬口鐵)。
2010年代，東和鋼鐵開始大力提倡與生產SN耐震鋼材。
東和鋼鐵曾是台灣高速鐵路公司的主要股東之一，但在2017年5月24日股東常會後因股權過低而失去董事席次。
2017年取得越南富國鋼鐵100%股權，同年9月越南富國鋼鐵公司更名為「東和鋼鐵越南責任有限公司」，英文簡稱THSVC。並擴建一貫作業軋鋼產線，主要產品為鋼筋與小型鋼。

## 外部鏈結
- 官方网站